# Handspitze

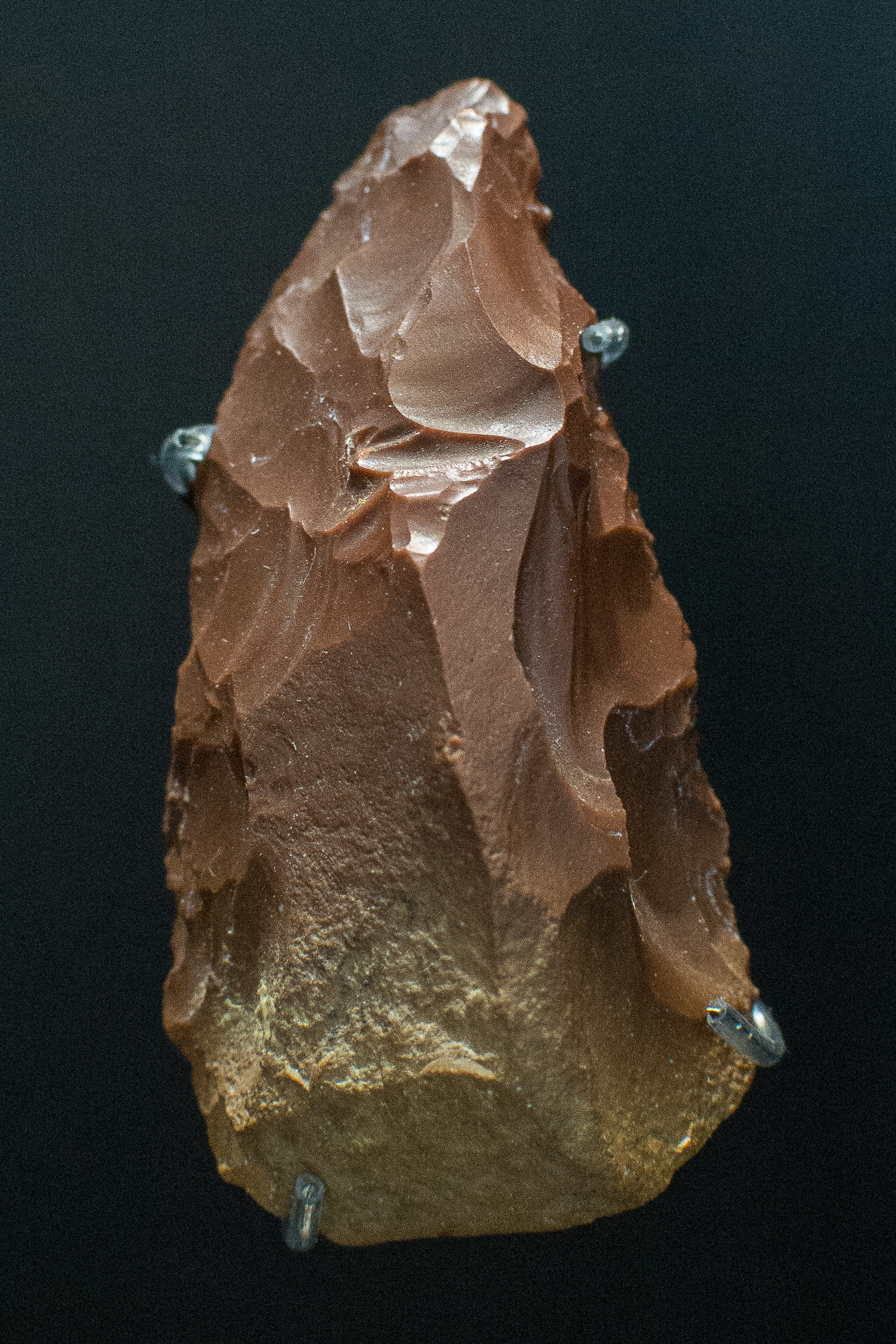
Handspitze, Heidenschmiede, entdeckt 1930

Die Handspitze (auch Moustérien-Spitze genannt englisch rush-work weaving) ist ein flaches, meist längliches mitunter auch breites gedrungenes, aus einem größeren Abschlag mit flachem, meist dreieckigem Querschnitt hergestelltes Gerät aus der großen Gruppe der Spitzen.
Im Gegensatz zu den zweiseitig bearbeiteten Faustkeilen ist es zumeist nur einseitig retuschiert und beide Seiten der Spitze sind leicht konkav eingezogen. Die Handspitze ist ein Universalgerät zum Bohren, Schneiden, Schaben und Stechen. Sie wird dem Neandertaler zugeordnet und ist besonders im Mittelpaläolithikum in Europa sowie im Orient verbreitet und verschwand mit dem Aussterben des Neandertalers. Funde stammen z. B. aus der Sirgensteinhöhle zwischen Blaubeuren und Schelklingen im Alb-Donau-Kreis in Baden-Württemberg und aus der so genannten „Schaalseekultur“ Schleswig-Holsteins oder dem Neffeltal in Nordrhein-Westfalen.